# Erysimum ucranicum
Erysimum ucranicum är en korsblommig växtart som beskrevs av Jacques Étienne Gay. Erysimum ucranicum ingår i släktet kårlar, och familjen korsblommiga växter. Inga underarter finns listade i Catalogue of Life.